# Stellifer minor
 Stellifer minor és una espècie de peix de la família dels esciènids i de l'ordre dels perciformes.

## Morfologia
- Els mascles poden assolir 25 cm de longitud total.[5][6]

## Depredadors
Al Perú és depredat per Merluccius gayi peruanus.

## Hàbitat
És un peix marí, de clima tropical i demersal que viu fins als 20 m de fondària.

## Distribució geogràfica
Es troba al Pacífic sud-oriental: des de l'Equador fins al Perú.

## Ús comercial
És comú als mercats locals.

## Observacions
És inofensiu per als humans.